# Gaereul humchineun wanbyeokhan bangbeop
Gaereul humchineun wanbyeokhan bangbeop (개를 훔치는 완벽한 방법?; lett. "Piano perfetto per rubare un cane"), noto anche con il titolo internazionale How to Steal a Dog, è un film del 2014 diretto da Kim Sung-ho.
La pellicola è basata su un racconto per bambini del 2008, anch'esso intitolato How to Steal a Dog (lett. "Come rubare un cane"), ad opera della scrittrice statunitense Barbara O'Connor.

## Trama
Da quando suo padre ha abbandonato la famiglia, dopo il fallimento della sua attività, la piccola Ji-so vive con la madre Jeong-hyeon e il fratello minore Ji-seok in una roulotte. Dopo aver scoperto che coloro i quali riportano oggetti e animali smarriti ricevono una lauta ricompensa, decide ingenuamente di rubare il cane di un'anziana signora per ottenere abbastanza denaro da comprare una casa.

## Distribuzione
In Corea del Sud, la pellicola è stata distribuita a partire dal 31 dicembre 2014.